# Ley de Conway
La ley de Conway es un principio que establece que las organizaciones que diseñan sistemas son las que terminan construyendo sistemas que reflejan su propia estructura de comunicación. Es decir, la estructura organizativa de una empresa o equipo influye directamente en el diseño y la arquitectura de los sistemas que crean. Esta ley fue formulada por el informático estadounidense Melvin Conway en 1967 y se aplica principalmente al ámbito del desarrollo de software, sugiriendo que las organizaciones tienden a desarrollar sistemas que reflejan las divisiones y la comunicación interna de la organización misma. Por ejemplo, si un equipo de desarrollo está dividido en varios grupos pequeños e independientes, es probable que el sistema que desarrollen tenga una estructura modular, con componentes separados que interactúan entre sí.

Organizations which design systems [...] are constrained to produce designs which are copies of the communication structures of these organizations (traducción: Las organizaciones dedicadas al diseño de sistemas [...] están abocadas a producir diseños que son copias de las estructuras de comunicación de dichas organizaciones).
Melvin Conway

La afirmación se basa en que dos módulos o subsistemas no pueden interactuar correctamente a menos que los diseñadores de ambos subsistemas se comuniquen entre sí. Por lo tanto, la estructura de las interfaces del sistema será congruente con las estructuras sociales de la organización que produce el sistema.